# SCUMM
SCUMM (Script Creation Utility for Maniac Mansion) je skriptovací jazyk vytvořený firmou LucasArts (v té době ještě jako LucasFilm Games) pro zjednodušení vývoje grafické adventury Maniac Mansion.
Jedná se o něco mezi programovacím jazykem a herním enginem umožňující vývojářům adventure her tvořit lokace, předměty a sekvence dialogů bez nutnosti zapisování do zdrojového kódu. Také to znamená, že herní skripty a datové soubory lze použít na jiných platformách.

## Historie
Původní verzi SCUMM vytvořili Aric Wilmunder a Ron Gilbert v roce 1987.
SCUMM byl několikrát znovu použit u dalších her LucasArts. Je známo celkem 10 verzí číslovaných od "verze 0" (původní verze Commodore 64 pro hru Maniac Mansion), "verze 1" a "verze 1.5" (pro NES verzi Maniac Mansion) a následné "verze 2" až "verze 8". LucasArts definitivně opustili SCUMM v roce 1998, kdy přešli na engine GrimE použitý u her Grim Fandango a Escape from Monkey Island.

## Verze
"verze 0" byla použita na Commodore 64 pro hru Maniac Mansion. Tato verze byla uzpůsobena pro použití na IBM PC a pojmenována jako "verze 1". Tato verze byla používaná současně pro IBM PC i Commodore 64 platformy u hry Zak McKracken and the Alien Mindbenders a později adaptována pro NES u hry Maniac Mansion. Rozšířené znovu-vydání her Zak McKracken and the Alien Mindbenders a Maniac Mansion pro IBM PC obsahovala již Scumm "verze 2". Tato verze již disponovala porty pro Amigu a Atari ST
U hry Indiana Jones and the Last Crusade: The Graphic Adventure byl použit SCUMM "verze 3" se všemi porty. Tato verze byla použitá také u hry Loom na disketách pro IBM PC a Amigu. Pro pozdější vydání hry Loom na CD-ROM byla použita SCUMM "verze 4"
"Verze 4" byla enginem hry The Secret of Monkey Island na disketách pro Amigu a PC.
Když byl vydán The Secret of Monkey Island na CD-ROM, používal SCUMM "verze 5". Tato verze byla také použita pro pokračování Série Monkey Island - Monkey Island 2: LeChuck's Revenge a také pro hru Indiana Jones and the Fate of Atlantis. V této verzi byla poprvé použita technologie iMUSE. Od tohoto momentu se vývoj SCUMM systému rozděluje, když jej Ron Gilbert licencuje pro hry vytvořené jeho společností - Humongous Entertainment. Zde šel SCUMM separátním vývojem až do "verze 11".
U LucasArts následovaly "verze 6" použitá u Day of the Tentacle a Sam & Max Hit the Road, "verze 7" (Full Throttle, The Dig) a poslední SCUMM "verze 8" (The Curse of Monkey Island).

## Související programy

### ScummC
ScummC je soubor nástrojů (obsahuje skripty, editor chůze, prostředí pro editaci oblečení, editaci hudby, grafiky, atd), který umožňuje vlastní JavaScript jazyk převést do SCUMM "verze 6" a spustit pomocí ScummVM. Umožňuje tak zkušeným uživatelům vytvořit vlastní SCUMM adventuru s prvky jako například mají hry Day of the Tentacle nebo Sam & Max Hit the Road.

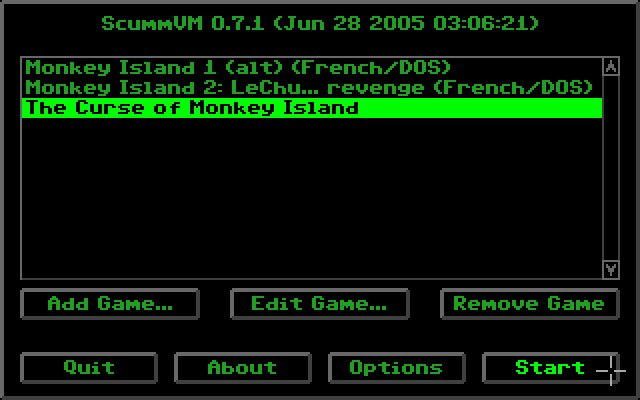
Jedna z prvních verzí ScummVM

### ScummVM
ScummVM je Open source software, který umožňuje spuštění starších adventur používajících SCUMM engine na současných konfiguracích. Například The Curse of Monkey Island nelze spustit na většině instalacích Windows XP a Mac OS. Hra funguje bezproblémově při spuštění přes program ScummVM
Zajímavé ovšem je, že CD-ROM verze The Secret of Monkey Island, která je o 6 let starší než The Curse of Monkey Island lze spustit na většině instalací Windows XP přímo a bez problémů.

## Zmínky ve hrách
Zmínka o SCUMM bez jakéhokoliv objasnění se vyskytuje hojně v hrách série Monkey Island, převážně v The Secret of Monkey Island, kde lze natrefit na SCUMM bar. V Escape from Monkey Island je tento bar přejmenovaný na Lula bar, protože tato hra již SCUMM engine nevyužívá. V celé sérii je SCUMM také ingrediencí pro vytvoření grogu